# Pat Rapp
Patrick Leland "Pat" Rapp, född 13 juli 1967 i Jennings, Louisiana, är en amerikansk professionell basebollspelare som spelade tio säsonger, helt eller delvis, i Major League Baseball (MLB) 1992–2001. Rapp var pitcher.
Rapp draftades av San Francisco Giants. Han spelade för Florida Marlins 1993–1997. Efter ett kort försök på nytt med Giants spelade han sedan en säsong var för Kansas City Royals, Boston Red Sox, Baltimore Orioles samt Anaheim Angels.

### Webbkällor
- ”Pat Rapp Stats” (på engelska). ESPN. http://espn.go.com/mlb/player/stats/_/id/2725/pat-rapp. Läst 10 februari 2015.
- ”Pat Rapp Statistics and History” (på engelska). Baseball-Reference.com. http://www.baseball-reference.com/players/r/rapppa01.shtml. Läst 10 februari 2015.